# Lefors (Teksas)
Lefors je gradić u američkoj saveznoj državi Teksas. Prema popisu stanovništva iz 2010. u njemu je živjelo 497 stanovnika.